# Sīāhrūd Sar
Sīāhrūd Sar (persiska: سياهرود سر) är en ort i Iran.   Den ligger i provinsen Mazandaran, i den norra delen av landet, 130 km nordost om huvudstaden Teheran. Antalet invånare är 776.
Terrängen runt Sīāhrūd Sar är platt. Runt Sīāhrūd Sar är det ganska tätbefolkat, med 155 invånare per kvadratkilometer. Närmaste större samhälle är Āmol, 19,2 km söder om Sīāhrūd Sar. Trakten runt Sīāhrūd Sar består till största delen av jordbruksmark.